# Giuseppe Merosi
Giuseppe Merosi (Piacenza, 8 dicembre 1872 – Lecco, 27 marzo 1956) è stato un progettista e imprenditore italiano specializzato nel settore automobilistico, che ha legato particolarmente il suo nome all’Alfa Romeo.

## Biografia
Nato a Piacenza in strada S. Antonio 35, da famiglia artigiana composta da Giacomo, noto fabbricatore di candele, e Annetta Varesi, Giuseppe Merosi ebbe la possibilità di studiare e si diplomò geometra nel cittadino istituto tecnico Romagnosi. 
Dopo il servizio militare, grazie a un capitale affidatogli dal padre, aprì nel 1893 una piccola fabbrica di biciclette, in società con il concittadino Vittorio Bassi, denominata Ing. Bassi & Merosi. L'azienda produceva biciclette con marchio Endless, ma non ebbe fortuna commerciale e fu costretta a chiudere nel 1898. Merosi perse tutto il capitale investito, oltre alla dote della moglie Adalgisa Malvezzi, sposata nel 1896. Questo fu il primo dei molti rovesci economici che punteggiarono la sua lunga vita di eccellente tecnico e scadente affarista.  
Costretto a trovare lavoro come semplice dipendente, Merosi venne assunto quale tecnico d'officina a Milano, presso le Officine Turkheimer, dove ebbe un primo contatto con la tecnica motoristica, dato che la Turkheimer aveva iniziata, già nel 1894, l'importazione e vendita delle motociclette Hildebrand & Wolfmüller, oltre a rappresentare il riferimento tecnico per i pionieri del motorismo a Milano e nel circondario.
Nel 1899 l'amico Bartolomeo Orio, a causa dell'improvvisa morte del padre Stefano, fu costretto ad abbandonare la Orio & Marchand per assumere le redini dell'azienda di famiglia, consigliando ai fratelli Marchand l'ingaggio di Merosi, quale suo sostituto alla direzione tecnica.
Fu quindi assunto alla Orio & Marchand, azienda piacentina per cui progettò automobili e motocicli sino all'estate 1904. Passò quindi all'Ufficio Tecnico FIAT, collaborando al progetto di alcune vetture da competizione. A fine 1905 si spostò a Milano, realizzando per la Lentz il progetto di una vettura poi realizzata in tre esemplari. Nell'autunno 1906 fu assunto dalla Bianchi per la quale lavorò sino al settembre 1909.
Nel 1910 divenne direttore tecnico e capo dell'ufficio progetti del nuovo stabilimento del Portello a Milano di quella che ai tempi era la neonata ALFA, Anonima Lombarda Fabbrica Automobili. La prima automobile progettata fu l'ALFA 24 HP che fu distribuita dal 24 giugno 1910 e che aveva una cilindrata di 4.084 cc con una potenza di 42 hp che faceva raggiungere alla vettura i 100 km/h di velocità.
Il primo anno il modello, robusto e con una bella linea, vendette 50 esemplari. Seguirono progetti di altre automobili più potenti.
Nel 1914 Merosi progettò il suo primo motore che aveva un sistema di distribuzione bialbero a 16 valvole (8 per l’aspirazione e 8 per lo scarico), con 4 cilindri, 4.500 cc di cilindrata; questo propulsore equipaggiò anche una vettura esplicitamente da competizione, la GP 1914.

Sulla destra, Giuseppe Merosi, primo progettista capo dell'Alfa Romeo

L'attività di Merosi continuò durante la prima guerra mondiale con la realizzazione di gruppi elettrogeni e motocompressori per uso militare e uno spostamento (su incarico di Nicola Romeo) presso le Officine Ferroviarie Meridionali nel periodo 1917-1918, riprendendo la progettazione civile nel 1919, sempre per la stessa azienda che nel frattempo aveva cambiato nome in quella che ancor oggi è conosciuta come Alfa Romeo, con la progettazione di un altro motore bialbero. All'inizio degli anni venti uscì la lussuosa Alfa Romeo G1.
Merosi riconobbe da sempre anche l'importanza delle corse automobilistiche per lo sviluppo e l'immagine dell'azienda. Nel 1911 l'ALFA partecipò per la prima volta alla Targa Florio con la 24HP mentre la prima vittoria a questa storica competizione è datata 1923.
Le successive auto, queste vere e proprie vetture da corsa, furono l'Alfa RL, l'Alfa RM e l'Alfa P1.
Nell'aprile 1926 Giuseppe Merosi lasciò l'azienda e fu sostituito da Vittorio Jano. Lavorò successivamente per altre aziende del ramo tra cui l'Isotta Fraschini, tornando ancora all'Alfa Romeo durante la seconda guerra mondiale tra il 1941 e il 1943. È morto all'età di 84 anni a Lecco. È stato sepolto al Cimitero Maggiore di Milano, ove i suoi resti sono stati in seguito posti in una celletta.